# Castello di Pietramogolana
Das Castello di Pietramogolana ist die Ruine einer mittelalterlichen Höhenburg auf einem Felssporn mit Blick auf den Taro in der kleinen Siedlung Pietramogolana, einem Ortsteil der Gemeinde Berceto in der italienischen Region Emilia-Romagna.

## Geschichte

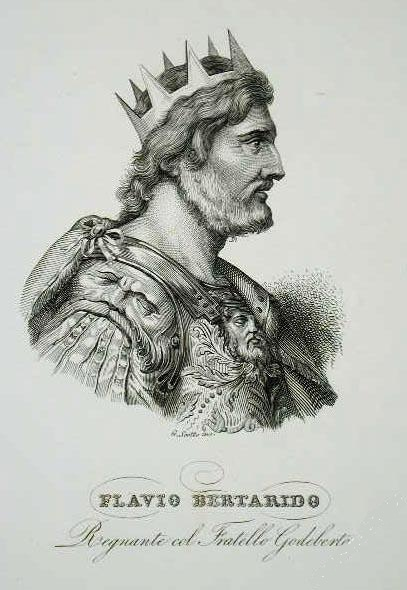
Der Langobardenkönig Perctarit

Die erste Festung über dem Tarotal wurde vermutlich bereits im 7. Jahrhundert errichtet. „Petra Mugulana“, damals an der Grenze der Territorien der Städte Parma und Piacenza, wurde tatsächlich erstmals in einem Diplom des Langobardenkönigs Perctarit vom 23. Oktober 674 erwähnt.

Wappen der Platonis

Dank ihrer strategisch günstigen Lage war die Festung lange zwischen den wichtigsten Familien der Gegend umstritten. Anfang des 11. Jahrhunderts gehörte sie dem Grafen Plato Platoni, der sie nach seinem Tod 1022 seinem fünften Sohn, Begarolo, hinterließ. Dennoch gewährte der Kaiser des Heiligen Römischen Reiches Konrad II. dem Bischof von Parma Ugo die Autorität über das gesamte Gebiet der Stadt, zu dem auch die Festung gehörte. Die bischöfliche Autorität, die von den Kanonikern des Domkapitels Parma ausgeübt wurde, wurde von weiteren Kaisern bestätigt, darunter von Kaiser Otto IV., der 1210 dem Bischof Obizzo Fieschi volle Autorität bescheinigte. Dieser ließ die Burgen, die er im Gebiet Parma besaß, befestigen, besonders die von Pietramogolana.

Wappen der Pallavicini

Wappen der Sanvitales

1219 gewährte der Kaiser Friedrich II. die Bestätigung der alten Rechte, darunter die volle Macht über ihr Territorium. Dies interpretierte der Bürgermeister von Cremona, Negro Mariani, als Bestätigung der vollen Autonomie der bischöflichen Autorität. Obizzo Fieschi widersprach und wandte sich an Papst Honorius III., der im Folgejahr die Autorität der Diözese über alle Gebiete, die sie vorher regiert hatte, wiedereinführte, darunter auch über die Burg von Pietramogolana. Die Einigung zwischen der Stadt und dem Bischof wurde 1221 ratifiziert. Obizzo Fieschi übertrug die Burg an die Grafen Paltoni gegen die Zahlung von 50 kaiserlichen Pfund.
1240 eroberte der Markgraf Oberto II. Pallavicino die Festung von Pietramogolana, in die er 1249 von Kaiser Friedrich II. offiziell investiert wurde. 1260 nahmen die Brüder Rangone, Uberto, Alberto und Rodolfo Platoni die Burg in Besitz, die aber 1295 Gianquirico Sanvitale für die Diözese Parma zurückeroberte; Bischof Obizzo Sanvitale investierte ihn darin. 1327 bestätigte Kaiser Ludwig IV. dem Markgrafen Manfredino Pallavicino die Privilegien für die Besitzungen seiner Familie, darunter auch die für Pietramogolana. Im Jahr 1355 dagegen bestätigte der Herr von Mailand, Bernabò Visconti, Giberto Sanvitale, dem Erben von Gianquirico Sanvitale, die Investitur. 1361 verkauften die Platonis den dritten Teil ihres Lehens von Pietramogolana an den Grafen Giberto.
1391 nahmen die Pallavicini die Burg gewaltsam in Besitz und zerstörten sie. 1395 wurde der Markgraf Niccolò Pallavicino durch den römisch-deutschen König Wenzel offiziell investiert und ließ 1404 die Burg wiederaufbauen. Im selben Jahr griff Pier Maria I. de’ Rossi die Festung an und eroberte sie, ebenso wie die benachbarten Gebiete, darunter auch Berceto. Dennoch stahl ihm Giacomo Terzi 1408 Pietramogolana, verlor es im darauf folgenden Jahr aufgrund eines Urteils jedoch wieder an die Rossis, gegen die sich 1412 der Bischof von Parma, Bernardo Zambernelli, stellte und das Gericht der Römischen Rota anrief. Sobald die Diözese 1423 die Festung zurückerhalten hatte, übertrug sie sie an die Brüder Manfredo und Bartolomeo Pallavicini.
1428 griffen die Truppen des Herzogs von Mailand, Filippo Maria Visconti, unter der Leitung des Condottiere Niccolò Piccinino das Castello di Pellgrino an, wobei der Markgraf Manfredo Pallavicino gefangen genommen wurde. Er wurde unter Folter gezwungen zu gestehen, dass er sich gegen den Herzog verschworen habe, der ihn nun zum Tode verurteilte und alle seine Besitzungen konfiszierte, darunter auch Pietramogolana, das Piccinino zugesprochen wurde. 1450 gelang es dem Bischof Delfino della Pergola das Lehen zurückzuerobern. Im Jahr 1460 ließ der städtische Bischof Agostino, der apostolische Kommissar von Papst Pius II., die Burg erweitern und befestigen; anschließend überließ er Pietramogolana dem Grafen Stefano Sanvitale.
1551 griffen die Rossis die Festung an und eroberten sie, aber gaben sie im Jahr danach an die Sanvitales zurück. Später jedoch verlor die Burg ihre strategische Rolle und geriet wegen des mangelnden Interesses der Besitzerfamilie in langsamen Verfall.
1627 gab man das Lehen an die herzogliche Liegenschaftsverwaltung von Parma auf, die es dem Grafen Cornelio Palmia überließ. Seine Erben behielten es bis 1739; dann starb die Familie mit dem Tode des letzten Grafen Luigi Palmia aus und Pietramogolana wurde wieder in das Herzogtum Parma und Piacenza einverleibt.
Gegen Ende des 19. Jahrhunderts kauften die Familien der Siedlung die Burg, die damals nur noch ein Haufen von Ruinen war.
2012 stifteten die zahlreichen Eigentümer der Ruinen die alte Burg der Gemeinde Berceto, die dann den Architekten Roberto Bruni mit dem Projekt des Wiederaufbaus betrauten, der allerdings wegen Geldmangels noch nicht durchgeführt wurde.

## Beschreibung

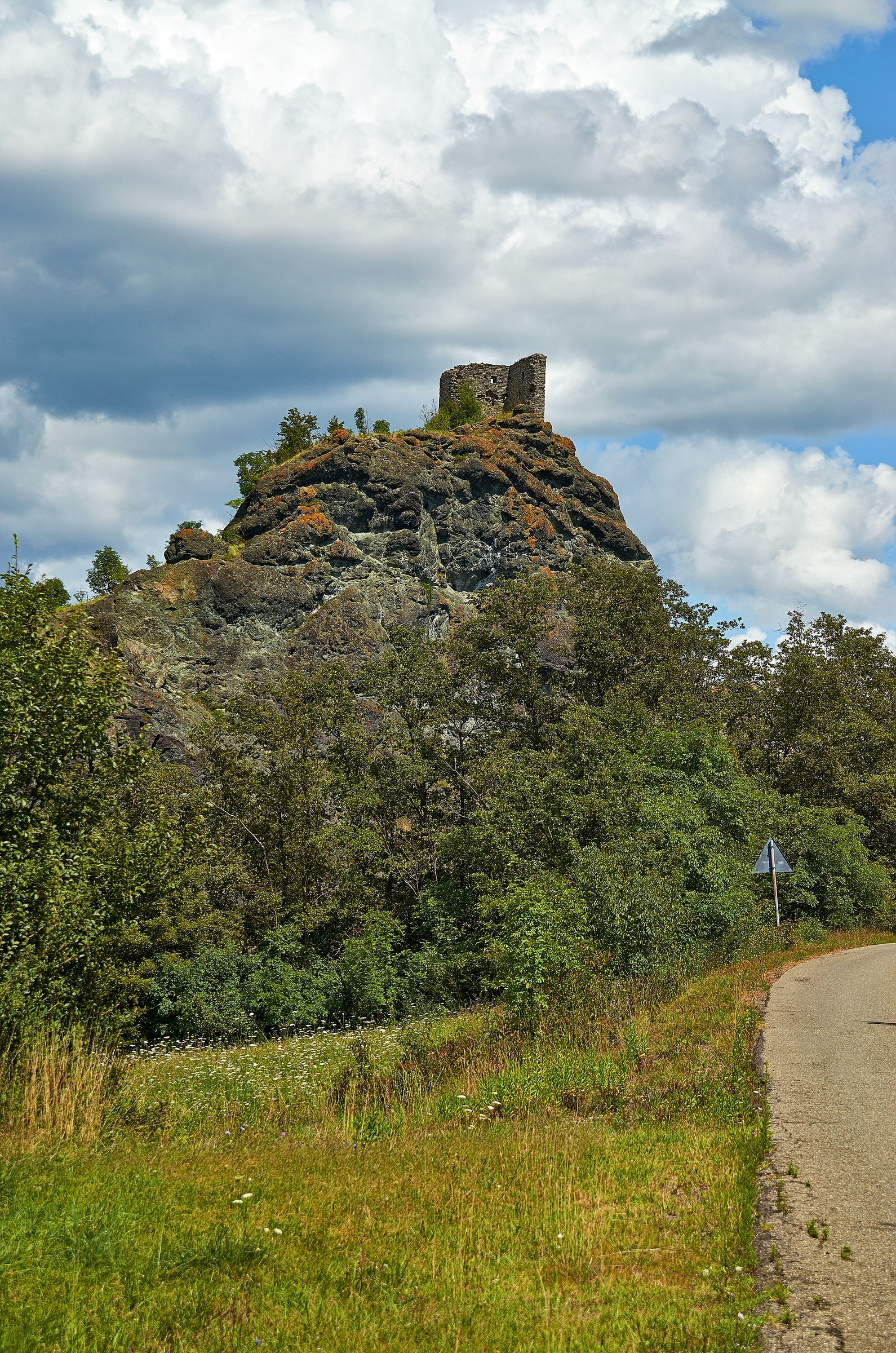
Die Ruinen der Burg

Von der mächtigen mittelalterlichen Burg, die in der Nähe der kleinen Siedlung auf dem Gipfel einer steilen Felsspitze liegt, sind nur noch wenige Spuren des Bergfrieds und der Festung erhalten, die wegen des Einsturzes des ursprünglichen Zugangsweges nur schwierig zu erreichen ist.
Von dem steinernen Turm mit quadratischem Grundriss sind im Erdgeschoss drei Seiten der Umfassungsmauer erhalten. Weiter unten, zur Siedlung hin, sind dagegen nur noch wenige Spuren des Hauptgebäudes zu erkennen, die eine Idee vom grundsätzlichen Aufbau des mittelalterlichen Komplexes liefern.